# 大運南倉
大運南倉是永樂間設在通州新城的一座糧倉，在今玉带河大街与新华南路交会处西北，西至营房胡同，北至新城南街。1460年，在大运中仓、西仓之后建立。
现在这片区域稱后南仓，有两个说法，一是所形成的街巷在南仓北侧（中国古代地图是以北为下）而得名；二是此仓建立在西倉、中倉、東倉之后，因时间顺序得名。

## 历史
天顺四年（1460年），每年漕运南方大米500万石，其中有60%储存于通州倉，增建大运南仓。明杨宏著《漕運通志》記載，南倉有糧倉一百三十座，計五百一十間，北東二門，每門軍官一人，辦事官一人，軍十人。1753年，因漕粮减少，撤销了南仓，并入中仓、西仓。清末虽然仓场消失，地下依然埋藏着糜烂的谷物。1901年《辛丑条约》签订后，在南仓处建立证道堂。

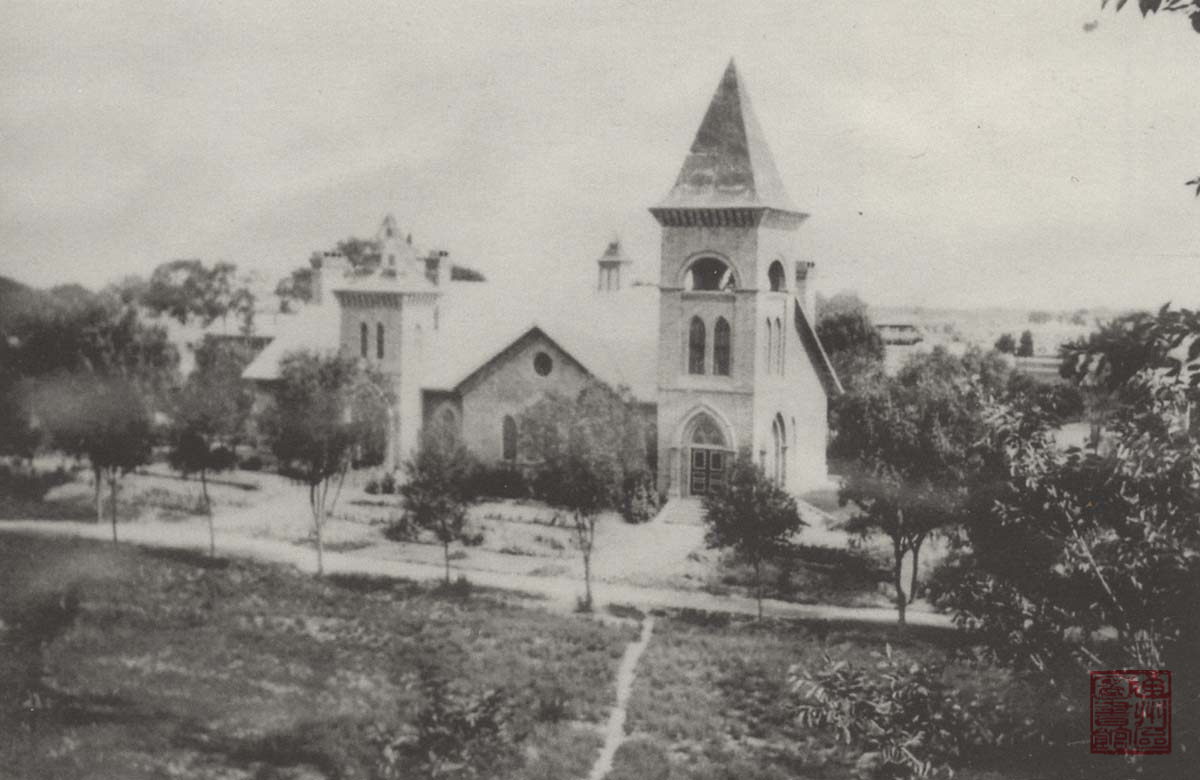
用庚子赔款建立的证道堂。

1930年，潞河中学附属小学迁至此处（该小学于1951年改名为通州镇第五小学，1960年改名为后南仓小学）。1952年，通州城墻拆除，后南仓东南部原有一个长条形水塘填平。 1976年唐山地震后，多数房屋毁坏拆除。 1979年，在这片空地建后南仓小区，小学迁往新仓路。1983年，小区竣工，是通州卫星城最早建成的居住小区之一。